# کراسیمیره گیوروا
کراسیمیره گیوروا (انگلیسی: Krasimira Gyurova; ۲۶ اکتبر ۱۹۵۳ – ۳۰ مارس ۲۰۱۱) بازیکن بسکتبال اهل بلغارستان بود.
از باشگاه‌هایی که در آن بازی کرده‌است می‌توان به اشاره کرد.